# Pandua
Pandua (en bengalí: পাণ্ডুয়া ) es una ciudad de la India, en el distrito de Hugli, estado de Bengala Occidental.

## Geografía
Se encuentra a una altitud de 16 m s. n. m. a 72 km de la capital estatal, Calcuta, en la zona horaria UTC +5:30.

## Demografía
Según estimación 2010 contaba con una población de 29 423 habitantes.